# André Gertler
André Gertler, född 26 juli 1907 i Budapest, död 23 juli 1998, var en ungersk violinist och fiollärare.
Gertler studerade sex år vid Liszt-akademien för bland andra Oscar Studer, Jenő Hubay, Leó Weiner och Zoltán Kodály. Gertler flydde från Ungern undan nazismen och blev lärare vid musikkonservatoriet i Bryssel. Han var vän till, och beundrare av Béla Bartók och spelade in samtliga Bartóks verk för violin, inklusive de två violinkonserterna, på skiva. Bland inspelningarna finns även de 44 duorna för fioler, som han spelat in tillsammans med Josef Suk.
Bland hans elever märks Nilla Pierrou, Rudolf Werthen och André Rieu.